# Abutilon × hybridum

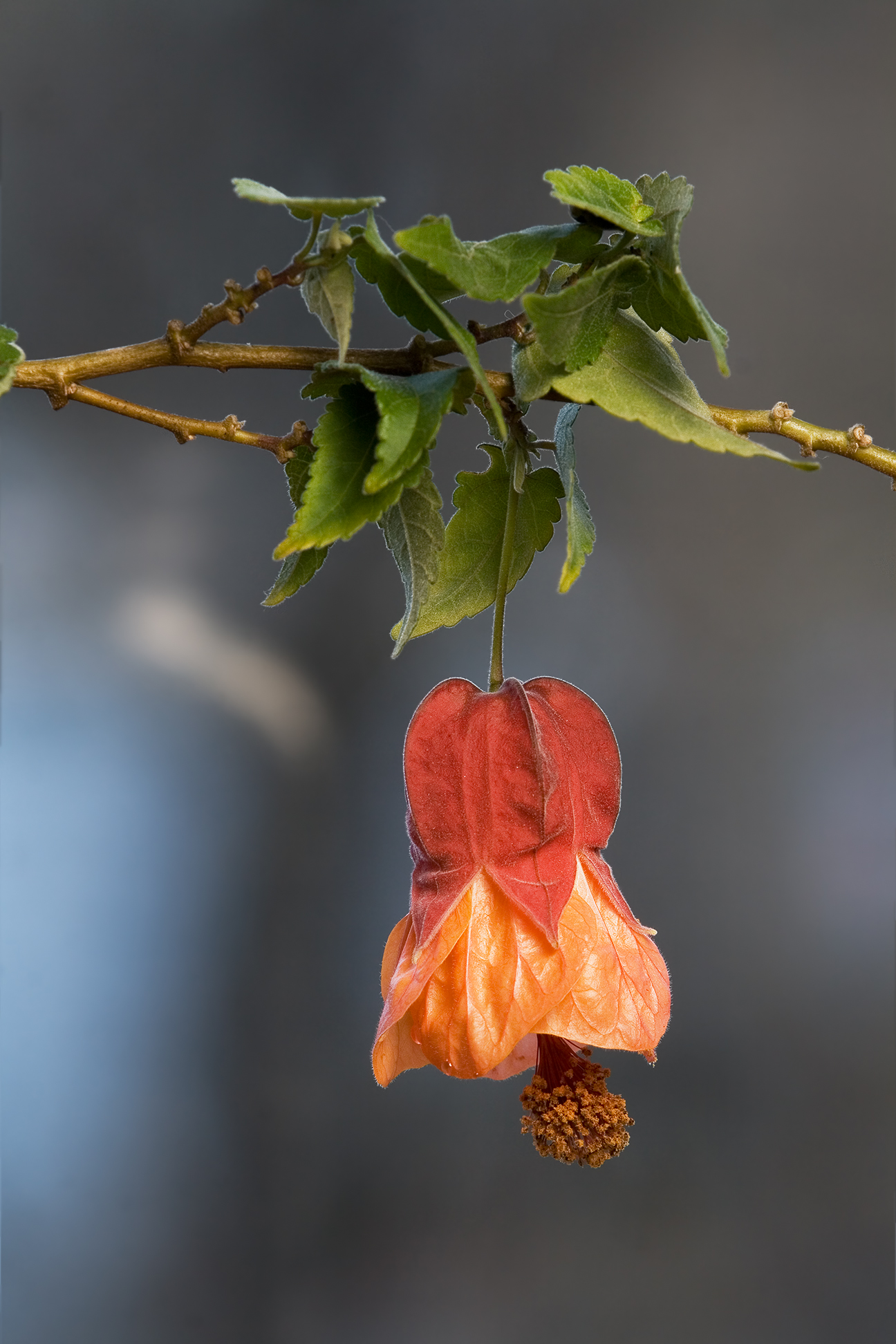
Abutilon ×hybridum cultivar 'Patrick Synge'

Abutilon × hybridum es una especie híbrida del género Abutilon. El nombre común de linterna china es también usado para Physalis alkekengi.

## Descripción
Se trata de un popular grupo de híbridos que son arbustos semi- tropicales, que alcanzan los 2-3 m de altura. Las flores de la linterna china se abren solitarias, colgantes, con forma de campana o con forma de copa, con un diámetro de 8 cm con cinco pétalos superpuestos e importantes columnas estaminales típica de la familia de la malva . Las flores aparecen en color rojo, rosa, amarillo, blanco y tonos pastel. Las  hojas de color verde claro a menudo son variegadas con blanco y amarillo, lobuladas y parecidas a las de algunos arces (Acer).